# Жорж Пир
Жорж Пир ( право име енгл. Georges Charles Clement Ghislain Pire; 10. фебруар 1910 - 30. јануар 1969) био је белгијски доминикански фратар који је за рад у пружању помоћи избеглицама у Европи после Другог светског рата примио Нобелову награду за мир 1958. године. 11. децембра 1958. Пир је одржао своје Нобелово предавање под насловом "Братска љубав: темељ мира". 

## Детињство
Жорж Пир је рођен у Динанту у Белгији. Био је најстарије дете од четворо рођених Жоржа Пира, старијег, грађанског званичника и Берте (Равет) Пир. 
Почетком Првог светског рата 1914. године, породица Пир је чамцем побегла из Белгије у Француску да би избегла напредовање немачких трупа. После примирја 1918. породица се могла вратити у Динант, који је био у рушевинама. 

## Образовање
Пир је студирао класичну филозофију на Collège de Bellevue, а у доби од осамнаест година ушао у доминикански ред у Ла Сартеу. Последње завете положио је 23. септембра 1932. године, усвојивши име Доминик, по оснивачу Реда. Потом је студирао теологију и друштвене науке на Папинском међународном институту Angelicum, будућем Папском универзитету Светог Томе Аквинског, у Риму, где је 1936. докторирао из теологије тезом L’Apatheia ou insensibilité irréalisable et destructrice (Apatheia or unrealisable and destructive insensitivity). Потом се вратио у Студиум из Ла Сартеа где је предавао социологију.

## Каријера
По завршетку студија Пир се вратио у Ла Сарте, у месту Хуи, у Белгији, где се посветио помагању сиромашним породицама да живе према свом достојанству. Током Другог светског рата, Пир је служио као капелан белгијског отпора, активно учествујући у његовим активностима, попут помоћи у кријумчарењу савезничких пилота из земље. За ову службу је после рата добио неколико медаља.
Године 1949. почео је да проучава питања која се односе на послератне избеглице (Расељена лица) и о њима написао књигу под насловом Du Rhin au Danube avec 60,000 D. P. . Основао је организацију да им помогне. Организација је организовала спонзорства за избегличке породице, а током 1950-их изградила је низ села у Аустрији и Немачкој како би помогла смештају многих избеглица. Иако доминикански фратар, Доминик Пир је увек одбијао да умеша своју личну веру са својим обавезама у име угрожених, што није увек било разумљиво од његових верских претпостављених.
Након што је освојио Нобелову награду за мир, Пир је такође помогао да се оснује "Универзитет за мир" како би се подигло глобално разумевање. Касније уверен да мир неће бити достижан без искорењивања сиромаштва, основао је "Острва мира", невладину организацију посвећену дугорочном развоју руралног становништва у земљама у развоју. Пројекти су започети у Бангладешу и Индији.
Преминуо је у римокатоличкој болници Левен 30. јануара 1969. од компликација након операције.
Више од 30 година након његове смрти, четири организације које је основао и даље су активне. 2008. године успостављен је програм у част његовог рада на Институту Las Casas у Blackfriars Hall, Универзитет у Оксфорду. 

## Организације које је основао Доминик Пир
- Service d'Entraide Familiale : ради на социјалном поновном убацивању особа у тешком стању,
- Aide aux Personnes Déplacées : активан је на пољу избеглица у Белгији и спонзорише децу у земљама у развоју,
- Université de Paix Архивирано на веб-сајту  (18. мај 2014) : специјализован за спречавање сукоба у породици и на радном месту,
- Острва мира : спроводи дугорочне развојне пројекте са становништвом Буркина Фасо, Бенина, Малија, Гвинеје Бисау, Еквадора, Боливије и Перуа .